# Petr Bidař
Petr Bidař (* 18. März 1991 in České Budějovice, Tschechoslowakei) ist ein tschechischer Eiskunstläufer, der im Paarlauf startet.
Bidař begann 1995 mit dem Eislaufen. Seine Eiskunstlaufpartnerin ist seit 2009 Klára Kadlecová. Das Paar wird von Eva Horklová und Otto Dlabola trainiert. Für die Choreografie ist Gabriela Hrazská verantwortlich.
Nachdem es in den Jahren 2007 bis 2010 keine Paarkonkurrenz bei den tschechischen Meisterschaften gegeben hatte, wurden Bidař und Kadlecová bei der Wiedereinführung 2011 erstmals tschechische Paarlaufmeister. Als diese bestritten sie 2011 ihr Debüt bei Europa- und Weltmeisterschaften, wo sie den siebten bzw. 15. Platz belegten.

## Ergebnisse

### Paarlauf
(mit Klára Kadlecová)
| Wettbewerb / Jahr            | 2010 | 2011 |
| ---------------------------- | ---- | ---- |
| Weltmeisterschaften          |      | 15.  |
| Europameisterschaften        |      | 7.   |
| Juniorenweltmeisterschaften  | 14.  | 8.   |
| Tschechische Meisterschaften |      | 1.   |